# Bob Johnson (Eishockeytrainer)
Robert „Bob“ Johnson (* 4. März 1931 in Minneapolis, Minnesota; † 26. November 1991 in Colorado Springs, Colorado) war ein US-amerikanischer Eishockeytrainer.

## Karriere
Als Spieler war Johnson für die Teams der Minneapolis Central High School, der University of North Dakota und der University of Minnesota, wo er von dem legendären John Mariucci trainiert wurde, aktiv.
Nach seiner Tätigkeit als Sanitäter im Koreakrieg trainierte er zunächst verschiedene Highschool-Mannschaften in Minnesota. 1963 wurde er Trainer am Colorado College, bevor er 1966 an die University of Wisconsin–Madison wechselte. Gleichzeitig betreute er auch oft die US-amerikanische Eishockeynationalmannschaft bei internationalen Turnieren. So stand er bei den Weltmeisterschaften 1973, 1974, 1975 und 1981, beim Canada Cup 1981, 1984 und 1987 sowie bei den Olympischen Winterspielen 1976 in Innsbruck hinter der Bande. Für die Olympischen Spiele hatte er sogar seine Trainertätigkeit an der University of Wisconsin-Madison für ein Jahr unterbrochen. Danach hatte er unter anderem auch seinen Sohn Mark im Team der Badgers, wie in Wisconsin-Madison das Universitätsteam genannt wurde. Mark stand dann auch im Kader des amerikanischen Teams, das bei den Olympischen Spielen 1980 in Lake Placid die Goldmedaille gewann.
Zur Saison 1982/83 übernahm Bob Jonson mit den Calgary Flames erstmals ein NHL-Team. Er betreute die Flames fünf Jahre bis 1987. Zur Saison 1990/91 übernahm er die Pittsburgh Penguins um Superstar Mario Lemieux. Er führte das Team zu seinem ersten Stanley-Cup-Sieg. Nach diesem großen Erfolg, folgte für Johnson die große Ernüchterung. Im darauffolgenden Sommer diagnostizierten die Ärzte bei ihm einen Gehirntumor, dem er drei Monate später erlag.
Bekannt wurde seine häufig getroffene Aussage „It's a great day for hockey!“, die nach seinem Tod auch an den blauen Linien des Civic Arena angebracht wurde. Das Team der Penguins spielte in der Saison 1991/92 mit einem Aufnäher mit dem Wort Badger sowie seinen Lebensdaten, der an seinen Spitznamen „Badger Bob“ erinnerte.
1991 war er in die United States Hockey Hall of Fame und 1992 in die Hockey Hall of Fame aufgenommen worden.